# DeeVeeDee
«DeeVeeDee» — DVD гурту Sum 41 на якому показано закулісне життя гурту. Всі відео на диску зняли між 2001 та 2005 роками.

## Вміст диску

### Концертні виступи
- Iggy Pop with Sum 41 — Performance at the Casbys (1:05)

### Закулісне відео
- Gavin — Unedited Road to Ruin 7 footage
- Reading Festival: backstage footage
- Warped Tour: Road to Ruin 5 (Original) footage

### Гумористичні фільми
- 1-800-Justice: Short movie back from 2001
- Anti-Drug PSA: Short movie from Sum41.com back from 2005.
- Basketball Diaries — Later Renamed «Basketball Butcher.»
- The Baby — Short animation from Sum41.com back from 2005